# Ngọc Lặc (xã)
Ngọc Lặc là thị trấn huyện lỵ của huyện Ngọc Lặc, tỉnh Thanh Hóa, Việt Nam.

## Địa lý
Thị trấn Ngọc Lặc nằm ở trung tâm của huyện Ngọc Lặc, có vị trí địa lý:
- Phía đông giáp xã Ngọc Liên và xã Ngọc Sơn
- Phía tây giáp xã Mỹ Tân
- Phía nam giáp xã Cao Ngọc và xã Minh Sơn
- Phía bắc giáp xã Quang Trung và xã Thúy Sơn.

Thị trấn Ngọc Lặc có diện tích 35,13 km², dân số năm 2018 là 22.364 người, mật độ dân số đạt 637 người/km².
Quốc lộ 15 và đường Hồ Chí Minh là hai tuyến giao thông chính trên địa bàn thị trấn.

## Hành chính
Thị trấn Ngọc Lặc được chia thành 24 khu phố: 1 (Ngọc Khê), 1 (Quang Trung), Cao Nguyên, Cao Phong, Cao Thượng, Cao Xuân, Hạ Sơn, Hưng Sơn, Lê Duẩn, Lê Đình Chinh, Lê Hoàn, Lê Lai, Lê Lợi, Lê Thánh Tông, Nguyễn Du, Nguyễn Trãi, Ngọc Minh, Ngọc Sơn, Quang Hưng, Tân Thành, Tran, Trần Phú, Vân Hòa, Xuân Sơn.

## Lịch sử
Phần lớn địa bàn thị trấn Ngọc Lặc hiện nay trước đây là xã Ngọc Khê thuộc huyện Ngọc Lặc. Xã Ngọc Khê được thành lập vào ngày 25 tháng 6 năm 1963 trên cơ sở tách một phần diện tích và dân số của xã Cao Khê.
Ngày 3 tháng 6 năm 1988, Hội đồng Bộ trưởng ban hành Quyết định số 99-HĐBT. Theo đó, thành lập thị trấn Ngọc Lặc, thị trấn huyện lỵ huyện Ngọc Lặc trên cơ sở tách 192 ha diện tích tự nhiên và 4.538 người của xã Ngọc Khê.
Sau khi điều chỉnh địa giới hành chính, xã Ngọc Khê còn lại 2.762,1 ha diện tích tự nhiên và 7.215 người, có 8 hợp tác xã: Cao Xuân, Vân Hòa, Lan Thành Yên, Ngọc Minh, Cao Thượng, Cao Phong, Hưng Nguyên và Hạ Sơn.
Ngày 15 tháng 3 năm 2017, Bộ Xây dựng ban hành Quyết định số 136/QĐ-BXD về việc công nhận thị trấn Ngọc Lặc mở rộng (gồm thị trấn Ngọc Lặc và một phần các xã: Minh Sơn, Ngọc Khê, Ngọc Liên, Quang Trung, Thúy Sơn) là đô thị loại IV.
Đến năm 2018, thị trấn Ngọc Lặc có diện tích 1,73 km², dân số là 8.323 người, mật độ dân số đạt 4.811 người/km². Xã Ngọc Khê có diện tích 30,80 km², dân số là 10.545 người, mật độ dân số đạt 342 người/km².
Ngày 16 tháng 10 năm 2019, Ủy ban Thường vụ Quốc hội ban hành Nghị quyết số 786/NQ-UBTVQH14 về việc sắp xếp các đơn vị hành chính cấp xã thuộc tỉnh Thanh Hóa (nghị quyết có hiệu lực từ ngày 1 tháng 12 năm 2019). Theo đó, sáp nhập toàn bộ 30,80 km² diện tích tự nhiên, 10.545 người của xã Ngọc Khê; điều chỉnh 0,86 km² diện tích tự nhiên, 2.110 người của xã Thúy Sơn và điều chỉnh 1,74 km² diện tích tự nhiên, 1.386 người của xã Quang Trung vào thị trấn Ngọc Lặc.